# Stanisław Peszyński

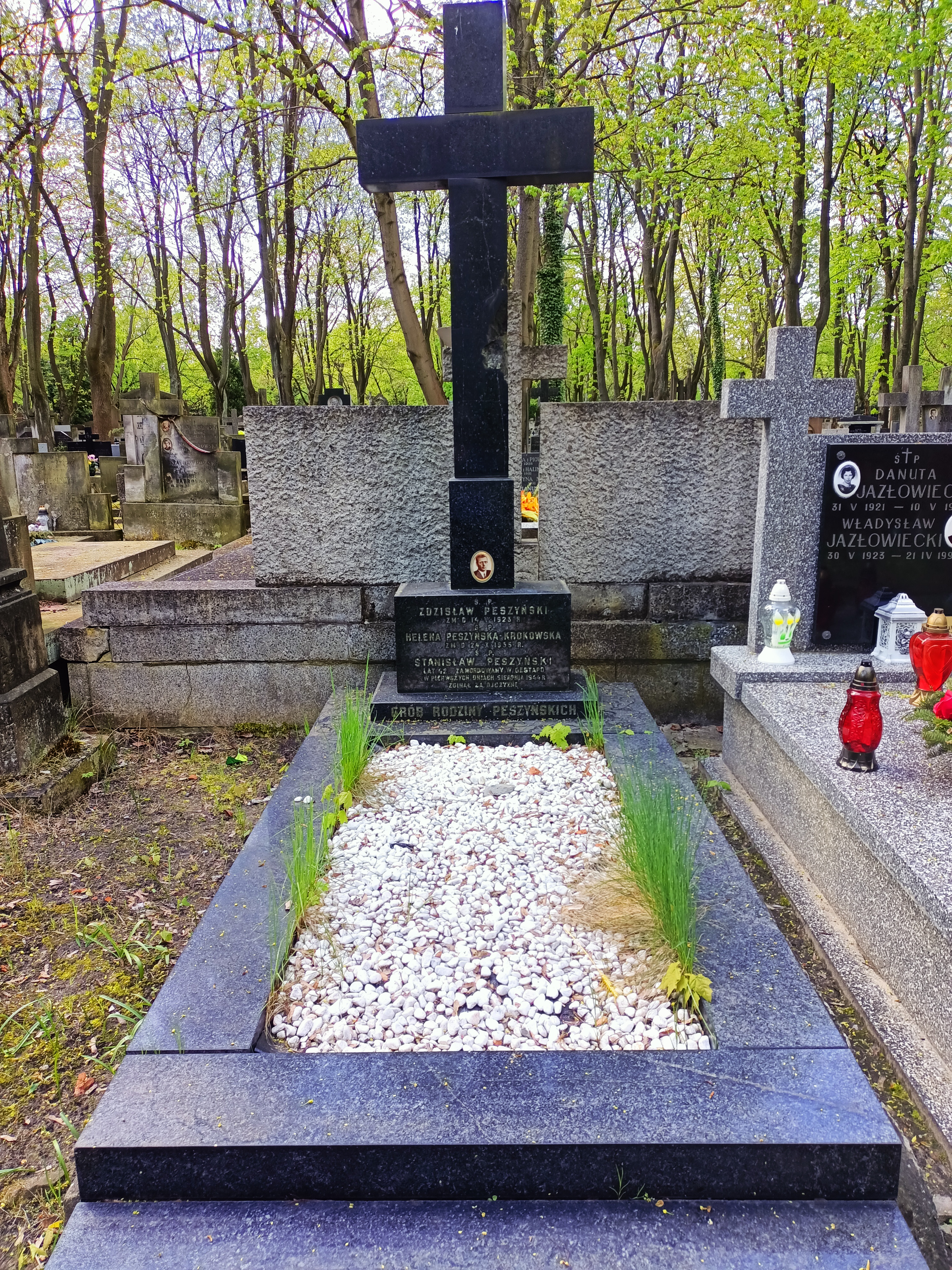
Grób Stanisława Peszyńskiego na cmentarzu Powązkowskim

Stanisław Peszyński, ps. Szumowski, Krechowiecki (ur. 5 października 1902 w Sucholisach k. Białej Cerkwi, zm. 6 sierpnia 1944 w Warszawie) – harcerz, prawnik (adwokat), kierownik Sekcji Kontroli Biura Delegata Rządu na Kraj od 1 grudnia 1942, związany ze Stronnictwem Pracy.

## Życiorys
Urodził się w rodzinie Zdzisława (zm. 1923) i Katarzyny z Szumowiczów. Jako nastolatek był zastępowym 2. Kijowskiej Drużyny Harcerskiej. W 1918 razem z rodzicami przeprowadził się do Warszawy. W 1919 zdał maturę. Był drużynowym 13. Warszawskiej Drużyny Harcerzy im. Józefa Sułkowskiego, a następnie hufcowym. Podczas wojny polsko-bolszewickiej służył ochotniczo w Wojsku Polskim. Ukończył studia prawnicze na Uniwersytecie Warszawskim. Był kierownikiem drużyn stołecznych przy komendancie Chorągwi Warszawskiej ZHP. Ukończył aplikację sądową i adwokacką. W 1929 został wpisany na listę adwokatów warszawskich. Tuż przed wojną został skarbnikiem Rady Adwokackiej. Od początku okupacji niemieckiej działał w tajnych strukturach adwokatury. W 1941 wszedł w skład Tajnej Naczelnej Rady Adwokackiej. Był współpracownikiem dwóch kolejnych Delegatów Rządu na Kraj: ministra Jana Piekałkiewicza oraz wicepremiera Jana Stanisława Jankowskiego. W Delegaturze Rządu stał na czele Naczelnej Izby Kontroli (mającej uprawnienia przedwojennej NIK).
6 sierpnia 1944 został zastrzelony przez Niemców w zbiorowej egzekucji mieszkańców Warszawy. Pochowany na cmentarzu Powązkowskim (kwatera 211-3-21).

## Upamiętnienie
6 sierpnia 2021 została odsłonięta na elewacji budynku przy ul. Marszałkowskiej 15A w Warszawie tablica upamiętniająca Stanisława Peszyńskiego.